# Handikhera, Homnabad
Handikhera là một làng thuộc tehsil Homnabad, huyện Bidar, bang Karnataka, Ấn Độ.